# De långa knivarnas natt (1962)

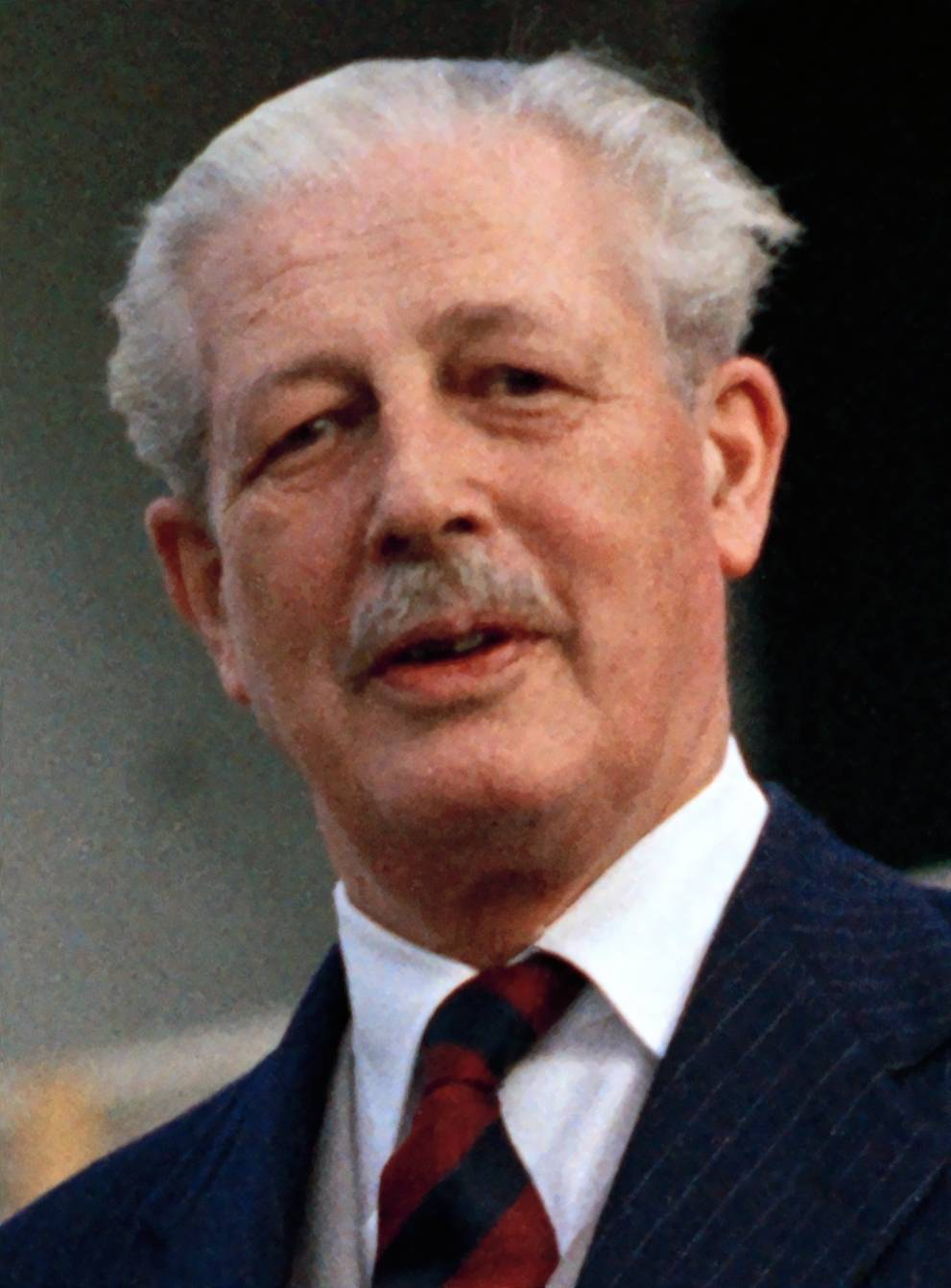
Harold Macmillan, vars omstrukturering i kabinettet blev känd som de långa knivarnas natt efter att nyheten hade läckt ut till pressen.

De långa knivarnas natt syftar på den brittiske premiärministern Harold Macmillans avskedande av sju medlemmar, en tredjedel, av sitt kabinett den 13 juli 1962. Händelsens omfattning och plötslighet fick kritiker att dra paralleller till Adolf Hitlers politiska utrensning år 1934 som brukar kallas långa knivarnas natt.
Ombildningen ägde rum mot bakgrund av de konservativas sjunkande popularitet i Storbritannien. De konservativa kandidaterna klarade sig dåligt i flera fyllnadsval och tappade stöd till liberala kandidater. Harold Macmillan var bekymrad över att traditionella konservativa väljare uttryckte sitt missnöje med regeringens ekonomiska politik genom att gå över till liberalerna, och planerade att ersätta sin finansminister Selwyn Lloyd med Reginald Maudling. Lloyd hade redan hamnat i konflikt med Macmillan om sina ekonomiska strategier, och Maudling ansågs vara mer mottaglig för den ekonomiska politik som Macmillan ville genomföra. Ombildningen var också ett försök att blåsa nytt liv i partiet, ta in yngre och mer dynamiska personer och ersätta några av de äldre och mindre dugliga ministrarna. Efter diskussioner med det konservativa partiets ordförande Iain Macleod och inrikesminister Rab Butler planerades en ombildning till hösten 1962.
Macmillan blev överrumplad av händelserna när Butler läckte detaljerna om ombildningen till pressbaronen Lord Rothermere under en lunch den 11 juli. Tidningarna rapporterade om de förestående förändringarna den 12 juli, och Macmillan fattade beslutet att omedelbart gå vidare med ombildningen. Lloyd kallades till ett möte samma kväll och avskedades. De återstående sex informerades dagen därpå den 13 juli. Macmillan fick utstå skarp kritik för förändringarnas omfattning, och hans politiska motståndare både inom det konservativa partiet och i oppositionen karaktäriserade honom som hänsynslös och opportunistisk. Trots en inledande kraftig nedgång i popularitetssiffror svängde opinionen så småningom tillbaka till hans fördel och partiet återhämtade sig. Macmillan beklagade det sätt på vilket ombildningen genomfördes och var särskilt bekymrad över hur han behandlade Lloyd, som var en lojal förtrogen. Trots de dramatiska förändringarna i kabinettet skakades de konservativa av en rad skandaler 1963 och Macmillan avgick i oktober samma år, med hänvisning till dålig hälsa. Han ersattes som premiärminister av Sir Alec Douglas-Home, som besegrades i valet 1964.

## Bakgrund

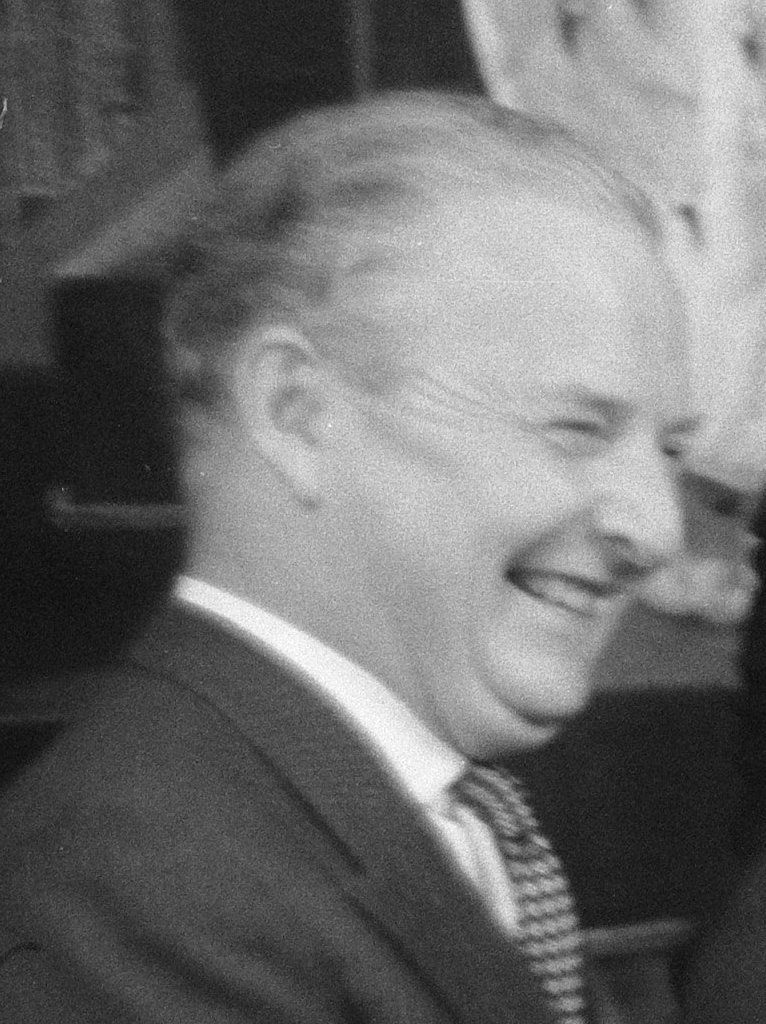
Finansminister Selwyn Lloyd.

De konservativa vann en övertygande majoritet i valet 1959 och ökade sitt försprång över sina närmaste rivaler, Labour. Labourpartiet försvagades ytterligare av interna stridigheter, men de konservativas ekonomiska politik som presenterades i 1960 års budget visade sig vara skadlig. Skattesänkningarna 1959 upphävdes, vilket minskade regeringens popularitet medan liberalerna inledde ett uppsving. De konservativa petades ner till tredje plats i flera fyllnadsval, vilket kulminerade i förlusten av det tidigare säkra mandatet Orpington (granne till Macmillans Bromley-mandat) i en fyllnadsvalsseger i mars 1962 för den liberala kandidaten Eric Lubbock. Resultatet av fyllnadsvalet, som tillkännagavs den 14 mars, kom en dag efter fyllnadsvalet i Blackpool North, en annan tidigare konservativ säker plats. Även om den konservative kandidaten Norman Miscampbell lyckades behålla Blackpool North-mandatet, reducerades den tidigare majoriteten på 15 587 till bara 973 av den liberala kandidaten Harry Hague. De konservativa kämpade mot djup impopularitet på grund av sin ekonomiska politik. En paus i lönesättningen och stigande priser, tillsammans med missnöje med höga skatter som bevisligen var orättvisa, drev väljare att protestera mot regeringens politik genom att lägga sina röster på liberalerna, eller genom att avstå från att rösta konservativt.
Macmillan såg i fyllnadsvalsresultaten tecken på att tidigare konservativa väljare skulle överge sina kandidater till stöd för liberalerna, som låg bra till i de konservativas säkra säten. I de fall där liberalerna inte ställde upp med någon kandidat, som i Labours säkra valkrets Pontefract, behöll de konservativa sin andel av rösterna. När en liberal kandidat ställde upp, som vid fyllnadsvalet i Stockton-on-Tees i april, på en plats som Macmillan själv tidigare innehaft, såg de konservativa ett stort antal väljare överge dem för liberalerna. Senare fyllnadsval bekräftade trenden. I juli varnade ordföranden för det konservativa partiet, Iain Macleod, för att en regeringsombildning var nödvändig för att återuppliva det sviktande stödet, en åsikt som bekräftades av Martin Redmayne, de konservativas chefsinpiskare. Macmillan träffade Rab Butler den 21 juni. Eftersom de konservativas impopularitet berodde på ekonomiska problem diskuterade de att ersätta Selwyn Lloyd som finansminister med Reginald Maudling. Lloyd och Macmillan hade redan varit oense om den ekonomiska politiken: Lloyd var motståndare till inkomstpolitik och reflation, och hans åtstramningsåtgärder orsakade missnöje.
Kabinettet var också relativt gammalt, och med yngre politiska ledare på scenen, som den amerikanske presidenten John F. Kennedy, i en tid av dramatiska sociala förändringar, bestämde sig Macmillan för att ta in några yngre män på viktiga poster. De sju ministrar som skulle ersättas var i genomsnitt 59 år gamla. De sju som kom in skulle ha en medelålder på 50 år. Butler var positiv till omflyttningen och tillsammans med Macleod utarbetade de en ordnad ommöblering av flera kabinettsposter, inklusive finansministern. Sammanlagt skulle sju ministrar bytas ut, vilket utgjorde en tredjedel av det totala kabinettet på tjugoen.

## 12/13 juli

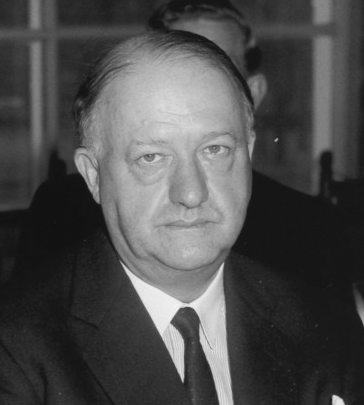
Inrikesminister Rab Butler.

Macmillan hade för avsikt att genomföra ombildningen hösten 1962 efter att parlamentet återvänt från sitt sommaruppehåll. Händelserna hann ikapp honom när Butler den 11 juli åt lunch med Lord Rothermere, ägare till flera tidningar, bland annat Daily Mail. Butler avslöjade detaljerna om den förestående ombildningen och dagen därpå avslöjade Daily Mail planerna för allmänheten med rubriken "Mac's Master Plan". En förskräckt Macmillan, som misstänkte att planerna avsiktligt läckt ut av Butler för att främja hans politiska karriär, kände sig tvungen att agera. Han kallade Lloyd till ett möte samma kväll och informerade honom om att han skulle ersättas som kansler. Han försökte blidka Lloyd genom att föreslå att han skulle överväga en karriär i the city som ordförande för Martins Bank, och antydde möjligheten till en pärsvärdighet. Lloyd vägrade båda. De återstående sex befattningshavarna underrättades följande dag, den 13 juli. Mills, Maclay och Watkinson rapporterades ha gått tyst, liksom Hill, även om han uttryckte sitt missnöje med hur ombildningen hanterades. Eccles och lord Kilmuir var de mest besvikna, Eccles hade hoppats på att lyckas som kansler, och Kilmuir skrev senare att Macmillan verkade ha förlorat sitt "mod och omdöme". Ombildningen slutfördes tre dagar senare med att nio yngre ministrar avsattes.
Macmillan antydde vid flera tillfällen, bland annat vid sitt möte med Lloyd för att avskeda honom som kansler, att han kände att det fanns en konspiration inom partiet för att ersätta honom som premiärminister. Även om de dåliga konservativa resultaten ledde till informella samtal mellan partiets parlamentsledamöter och ministrar, existerade ingen sådan konspiration. Hans antydningar om illojalitet mot partiet och de snabba och överraskande avskedandena var särskilt sårande för Lloyd, som var lojal mot Macmillan och förblev så även efter att han avskedats.

### Kabinettsförändringar
| Position                                         | Avgående minister | Parti                  | Tillträdande minister | Parti                |
| ------------------------------------------------ | ----------------- | ---------------------- | --------------------- | -------------------- |
| Lordkansler                                      | Lord Kilmuir      | Konservativa partiet   | Lord Dilhorne         | Konservativa partiet |
| Finansminister                                   | Selwyn Lloyd      | Konservativa partiet   | Reginald Maudling     | Konservativa partiet |
| Utbildningsminister                              | David Eccles      | Konservativa partiet   | Sir Edward Boyle, Bt  | Konservativa partiet |
| Försvarsminister                                 | Harold Watkinson  | Konservativa partiet   | Peter Thorneycroft    | Konservativa partiet |
| Storbritanniens minister för Skottland           | John Maclay       | National Liberal Party | Michael Noble         | Konservativa partiet |
| Minister för bostäder och kommunal självstyrelse | Charles Hill      | National Liberal Party | Sir Keith Joseph, Bt  | Konservativa partiet |
| Minister utan portfölj                           | Lord Mills        | Konservativa partiet   | Bill Deedes           | Konservativa partiet |

## Efterdyningar
Hastigheten och storleken på ombildningen saknade motstycke i brittisk politisk historia och skulle inte överskridas förrän Johnson-ministären bildades 2019. Avskedandena fick ett hånfullt namn efter de Långa knivarnas natt 1934, då Adolf Hitler lät avrätta eller arrestera många Sturmabteilung-anhängare till Ernst Röhm. Macmillan anklagades för att ha agerat förhastat och för att vara otacksam när han avskedade sitt partis mest lojala tjänstemän. Hans rykte om att vara lugn och orubblig i en kris fick sig en rejäl törn och hans opinionssiffror sjönk kraftigt. Hans politiska motståndare tjänade pengar på detta: Den liberale parlamentsledamoten Jeremy Thorpe anmärkte i en humoristisk twist på en biblisk fras att "ingen har större kärlek än att han ger sina vänner för sitt liv". Lloyd hyllades vid sitt nästa framträdande i underhuset den 17 juli, medan Macmillan möttes av tystnad från sina egna bänkar och hån från oppositionen. Oppositionen lade fram ett förslag om misstroendevotum mot Macmillan, vilket debatterades den 26 juli. Macmillan stod också inför splittring inom sitt eget parti. Den konservative parlamentsledamoten Gilbert Longden, som använde en liknande humoristisk twist på Rudyard Kiplings "Om...", gratulerade honom till att ha behållit sitt huvud, medan alla runt omkring honom höll på att tappa sina. Förre premiärministern Anthony Eden och förre ministern Nigel Birch uttryckte också sitt ogillande. Trots dessa avvikande röster var reaktionen från de flesta konservativa parlamentsledamöter positiv.
Skadorna blev relativt kortvariga. Macmillans ställning förbättrades inom några månader efter affären.  Butler flyttades från posten som inrikesminister och utnämndes till utrikesminister. Macmillan fick det att framstå som att det var motsvarigheten till Storbritanniens biträdande premiärminister, en post som hade upphört efter 1955. Det var i själva verket en degradering. Butler fick i uppdrag att övervaka Centralafrikanska kontoret, vilket förde honom bort från de mäktigare statliga ämbetena. När Lloyd ersattes som kansler av Maudling gick Macmillan vidare med reflation. Den mer försiktige Lloyd hade avvisat reflation på grund av risken att i slutändan skada ekonomin med en betalningsbalanskris. Maudling var dock beredd att acceptera devalveringen av det brittiska pundet och införandet av importkontroller för att avvärja denna eventualitet. Vid tiden för partikonferensen hade Macmillans popularitet inom partiet i stort sett återhämtat sig. Maudling upphävde Lloyd's åtstramningsåtgärder i november samma år, och följde upp detta med att sänka skatten på bilar och sänka bankräntan och inköpsskatten. I budgeten våren 1963 avskaffade han Schedule A-skatten, en av de främsta orsakerna till missnöje med de konservativa, och något som Lloyd hade motsatt sig. De liberala framgångarna, som till stor del vilade på impopulariteten hos denna politik, minskade därefter. Arbetskraften återhämtade sig i början av 1963 då den exceptionellt hårda vintern det året drev upp arbetslösheten och ekonomin oväntat vacklade.
Macmillan beklagade det sätt på vilket ombildningen genomfördes, och var särskilt skuldtyngd över hur han behandlade sin tidigare förtrogne Lloyd. Han arrangerade ett möte med Lloyd den 1 augusti 1962, innan vilket Macmillans privatsekreterare Tim Bligh, informerade Lloyd om att "Han [Macmillan] ägnar all tid åt att tänka på hur han ska få dig tillbaka." Macmillan bad Lloyd om ursäkt och sa att han hade gjort ett misstag genom att inte diskutera det med honom i förväg, och att han hade bråttom, hans händer var bakbundna. Han nämnde återigen en konspiration och antydde att "Butler hade konspirerat för att splittra partiet på den gemensamma marknaden och störta honom [Macmillan]."
Trots det uppsving för de konservativa som följde efter att missnöjet med ombildningen avtagit, drabbades partiet av ytterligare problem. Macmillans regering skakades av Vassall- och Profumoaffären året därpå, och Macmillan bestämde sig för att avgå i oktober 1963 med hänvisning till dålig hälsa. Han ersattes som premiärminister av Sir Alec Douglas-Home, men de konservativa besegrades i valet 1964 av Labour under Harold Wilson.